# Лішкотянка
Лішкотянка (рум. Lișcoteanca) — село у повіті Бреїла в Румунії. Входить до складу комуни Бордей-Верде.
Село розташоване на відстані 131 км на північний схід від Бухареста, 43 км на південний захід від Бреїли, 126 км на північний захід від Констанци, 59 км на південний захід від Галаца.

## Населення
За даними перепису населення 2002 року у селі проживали 654 особи, усі — румуни. Усі жителі села рідною мовою назвали румунську.